# Parasa indetermina
Parasa indetermina là một loài bướm đêm thuộc họ Limacodidae. Loài này có ở New York to Florida, phía tây đến Missouri và Texas.

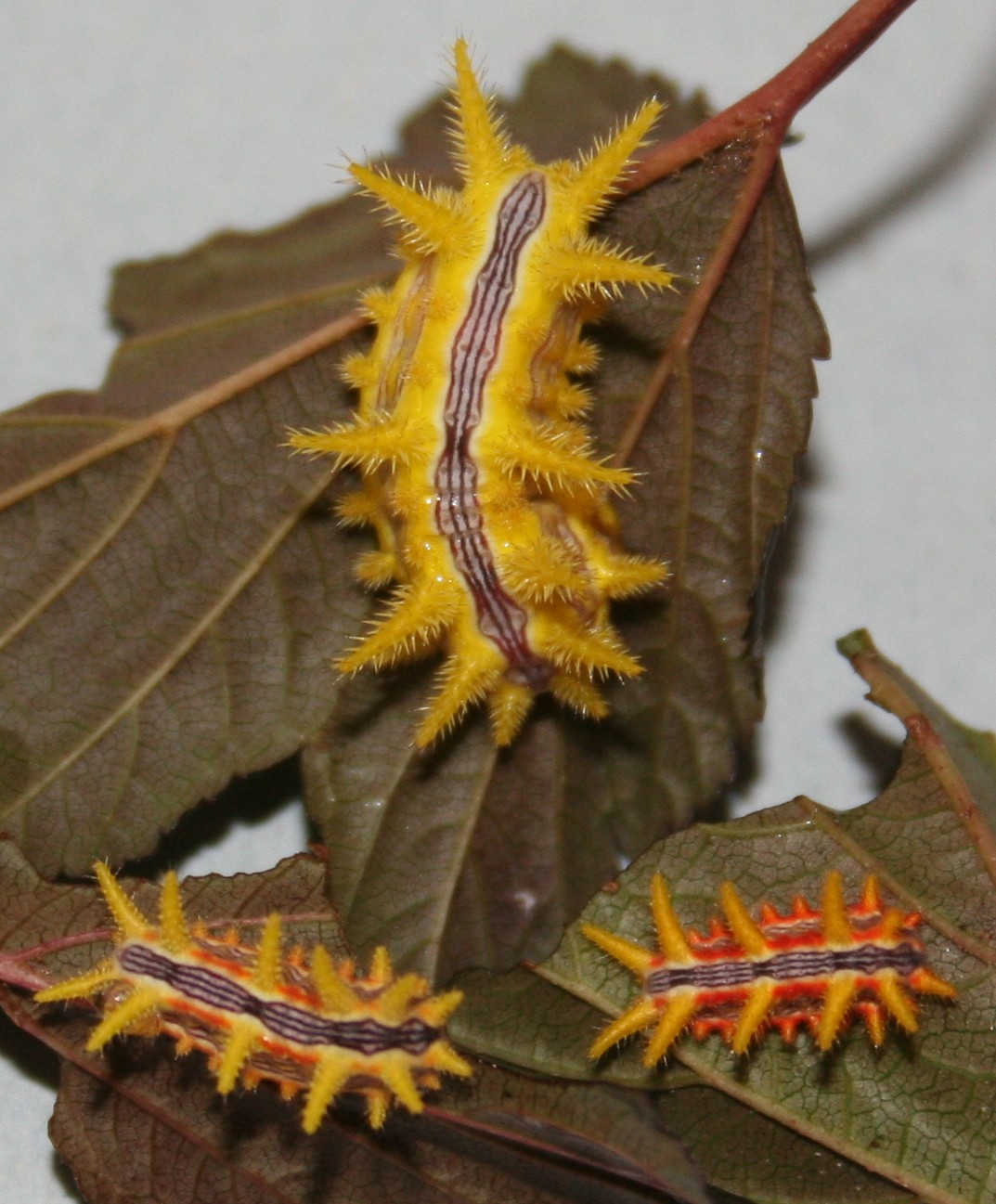
Sâu bướm.

Sải cánh dài 23–30 mm. Con trưởng thành bay từ tháng 6 đến tháng 7.
Ấu trùng ăn táo, cây sơn thù du, cây mại châu, cây phong, sồi, cây bạch dươngs và bụi hoa hồng.